# Haltepunkt Stuttgart-Heslach
Der Haltepunkt Stuttgart-Heslach ist eine ehemalige Bahnstation beim Streckenkilometer 9,4 der Bahnstrecke Stuttgart–Horb. Er lag am Rande des Stuttgarter Stadtteils Heslach, weit oberhalb der eigentlichen Siedlung.

## Geschichte
Der Haltepunkt ging 1912 in Betrieb, das heißt erst 33 Jahre nach Eröffnung der Strecke, und wurde am 29. Mai 1960 wieder aufgelassen. Die nächsten Stationen waren der Bahnhof Stuttgart West in 800 Metern Entfernung Richtung Stuttgart Hbf und der Haltepunkt Wildpark in 1,7 Kilometern Entfernung Richtung Horb.
Wegen der geringen Entfernung befanden sich Signalanlagen des Westbahnhofs im Bereich des Haltepunktes Heslach. So zeigte ein hier (also am südlichen Ende des Hasenbergtunnels) installiertes Formsignal in Form eins blau-grauen „W“ das Ende der zulässigen Rangiertätigkeiten des Bahnhofs Stuttgart West an. Das Signal war nötig, weil die Rangierarbeiten beim Umsetzen längerer Züge vom Westbahnhof durch den gesamten Hasenbergtunnel hindurch bis zum Haltepunkt Heslach durchgeführt wurden. 
Ferner wurde bei Rangierarbeiten auf dem „Stuttgarter Gleis“ in den Hasenbergtunnel hinein das im Bereich des Haltepunktes stehende Einfahrsignal auf „Halt“ gestellt. Das Vorsignal unmittelbar vor diesem Hauptsignal gehörte zum Ausfahrsignal des Bahnhofs Stuttgart West. Dieses stand an Gleis 1 an der Ausfahrt in Richtung Stuttgart Hbf.
Die spärlichen Anlagen der Station blieben nach ihrer Auflassung noch bis Mitte der 1970er Jahre erhalten. Hierbei handelte es sich im Wesentlichen um zwei Außenbahnsteige mit jeweils einem einfachen Holzunterstand. Als Bahnsteigzugänge dienten die direkt neben dem unteren Treppenaufstieg zur Bogenbrücke gelegene, heute zugeschüttete, Unterführung auf das am Hang liegende Gleis Richtung Horb, sowie die bis heute vorhandene Fußgängerbrücke in Betonbauweise, eine Bogenbrücke mit schmiedeeisernen Geländern über die Gleise.
Im Jahre 1930 aufgenommene Bilder zeigen den Haltepunkt in seiner „Blütezeit“ Anfang der 1930er Jahre, als er noch mit einem Kiosk unterhalb des talseitigen überdachten Bahnsteiges in Richtung Stuttgart, und einer Unterführung neben dem massiv gemauerten Karten-Verkaufs-Kiosk hinüber auf den anderen Bahnsteig (Richtung Vaihingen und Böblingen), ausgestattet war. Die Bahnsteigkanten erstreckten sich bis zur zweiten Brücke in Fahrtrichtung Wildpark. Diese Betonbrücke ist ebenfalls noch vorhanden und dient, da sie deutlich breiter als die Fußgängerbrücke direkt beim Haltepunkt ist, als Zufahrt zum Gebiet Heslacher Wand.

## Umgebung

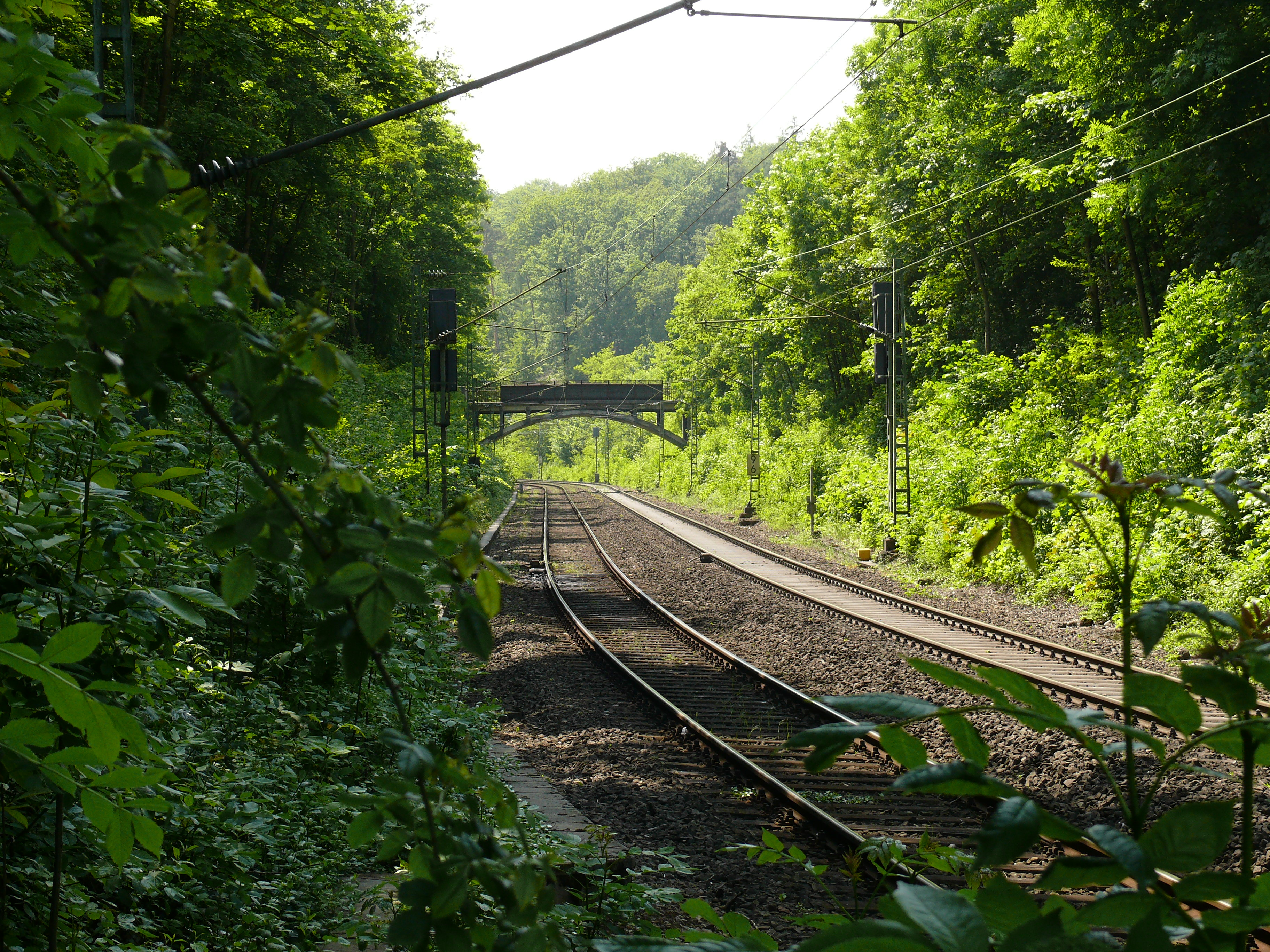
Heutiger Zustand entlang der Strecke

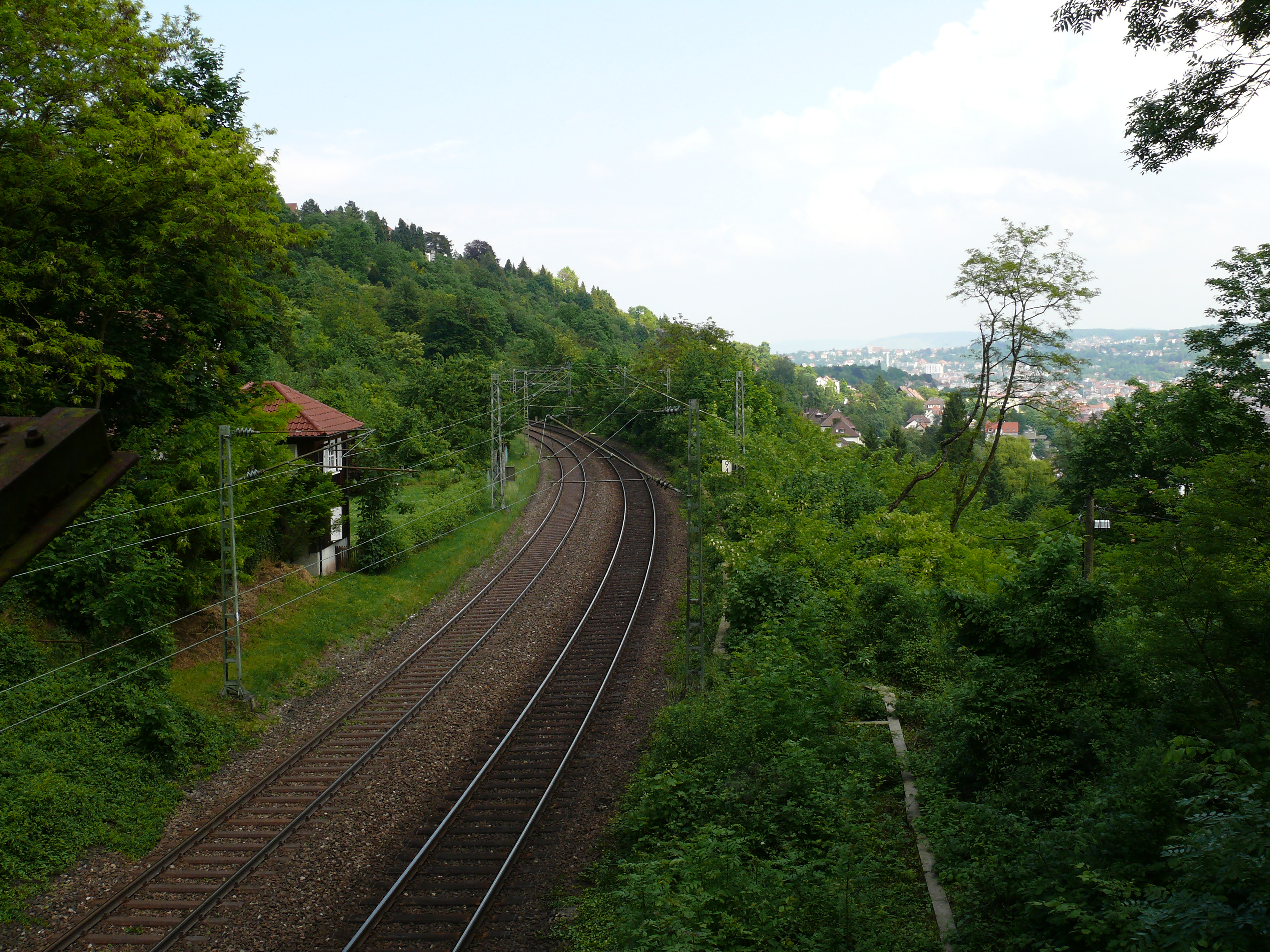
Im unteren Bereich befanden sich die Holzunterstände

Weiter oberhalb am Hasenberg ist zudem das bis in die 1980er Jahre populäre Restaurant Waldhaus zu erkennen, dieses liegt über Heslach am Hang, ist heute verwahrlost und bot seinen Besuchern Aussicht über den Talkessel hinüber nach Degerloch, am gegenüber liegenden Rand des Talkessels. Außerdem lagen das Café-Restaurant „Waldhaus“ und der Haltepunkt direkt unterhalb des im Zweiten Weltkrieg geschleiften Hasenbergturmes, welcher seinerzeit zusammen mit dem dort angesiedelten Jägerhaus ein populäres Ausflugsziel war.

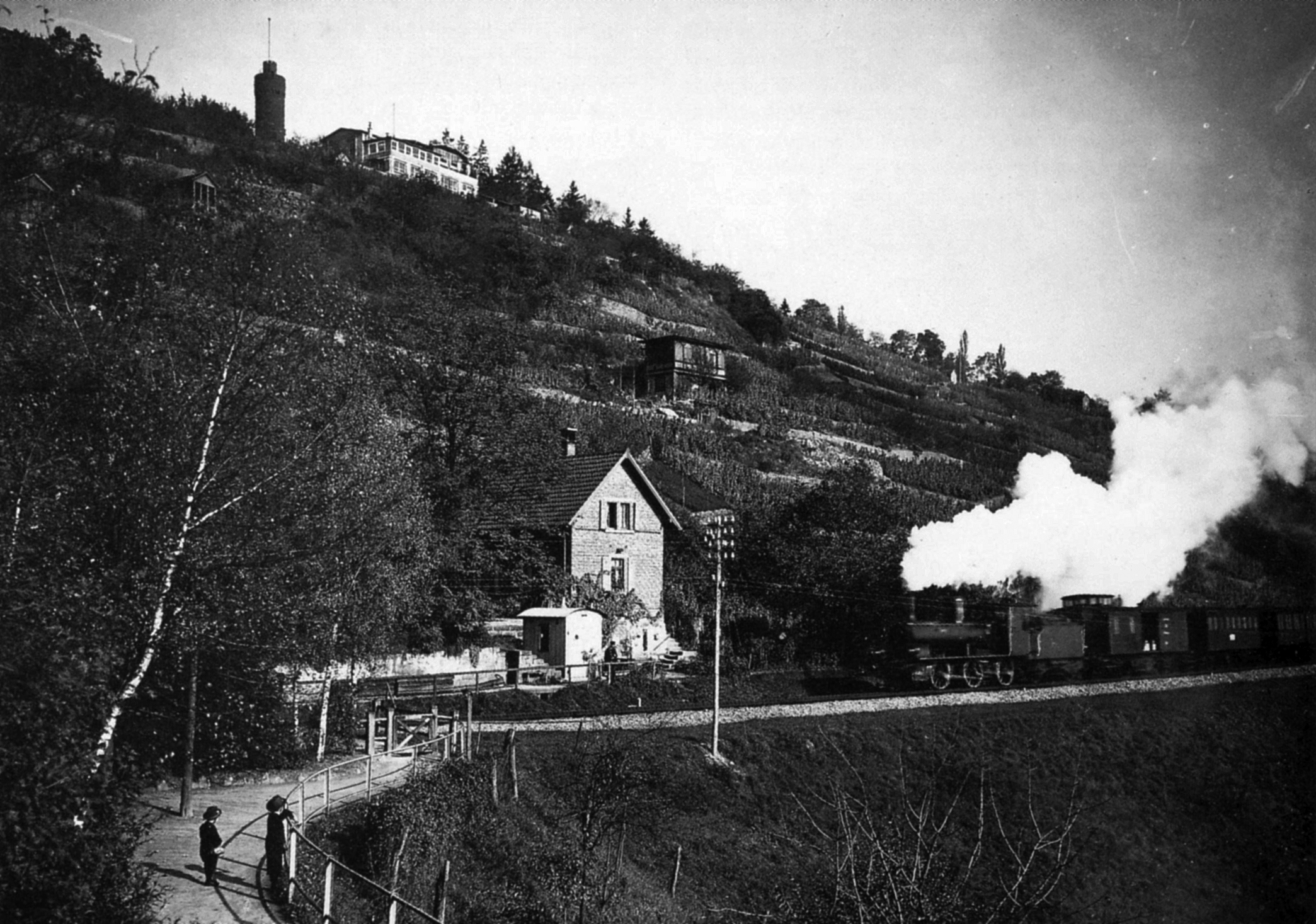
Der Haltepunkt vor der Jahrhundertwende
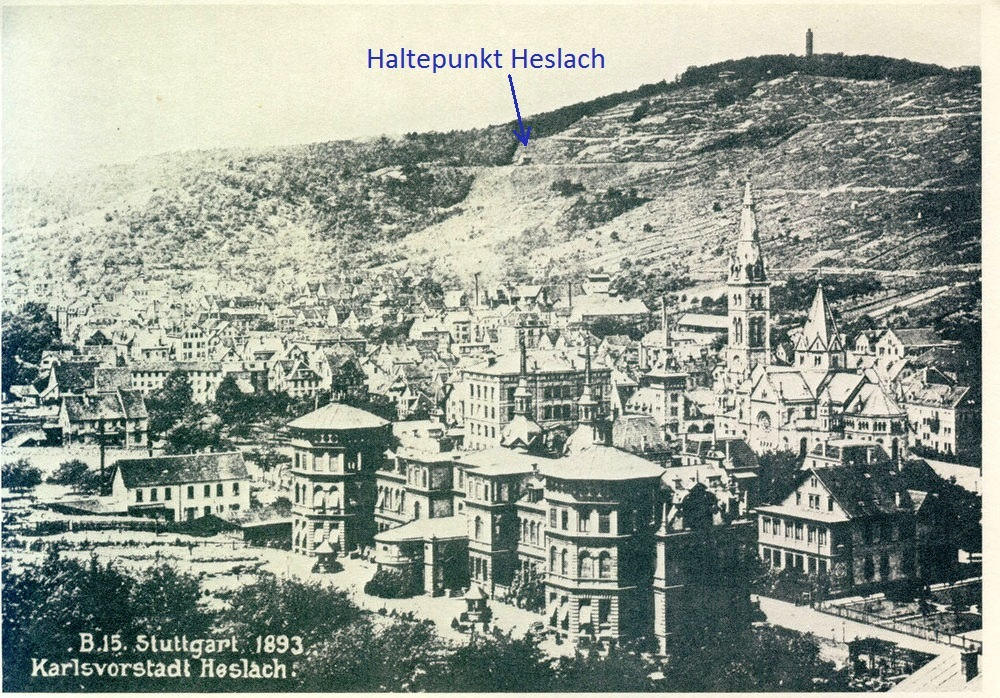
Der Haltepunkt hoch über der Siedlung Karlsvorstadt im Jahre 1893
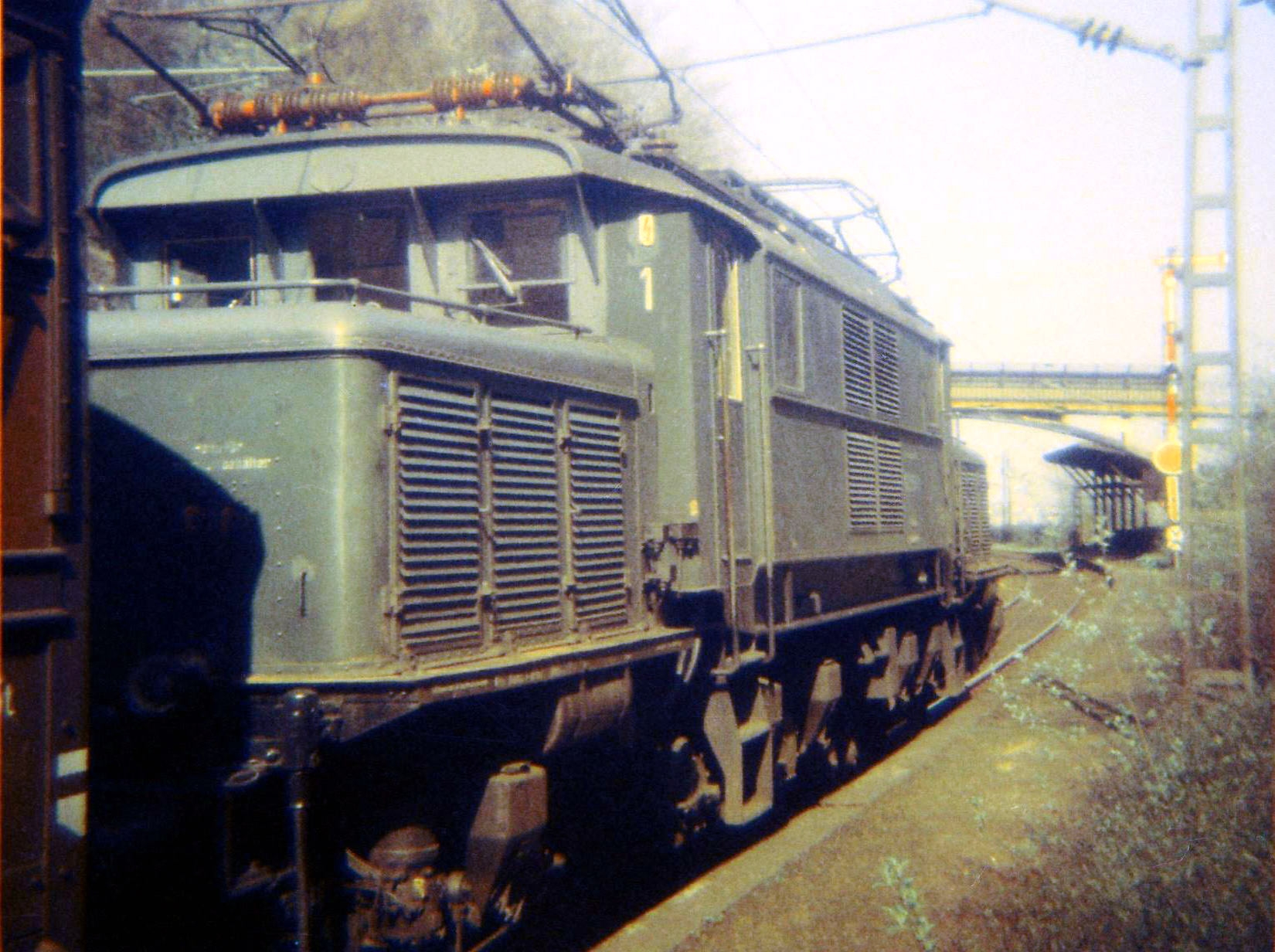
Sommer 1975: eine Lok der Baureihe 193 am Signal-Halt des aufgelassenen Haltepunktes Heslach
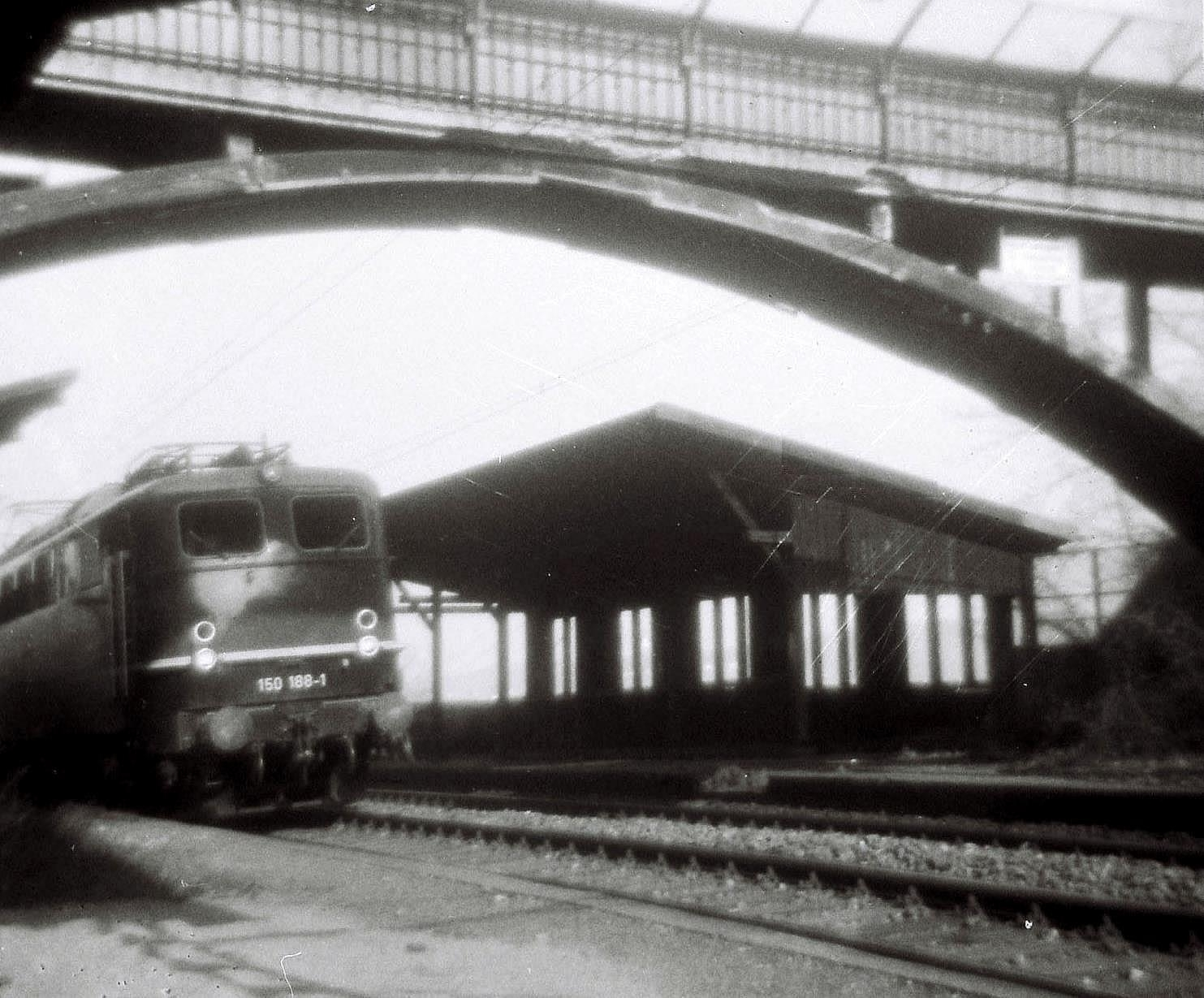
Sommer 1975: der aufgelassene Haltepunkt mit einer E-Lok der Baureihe 150, im Bild die Fußgängerbrücke, die früher als Bahnsteigzugang diente
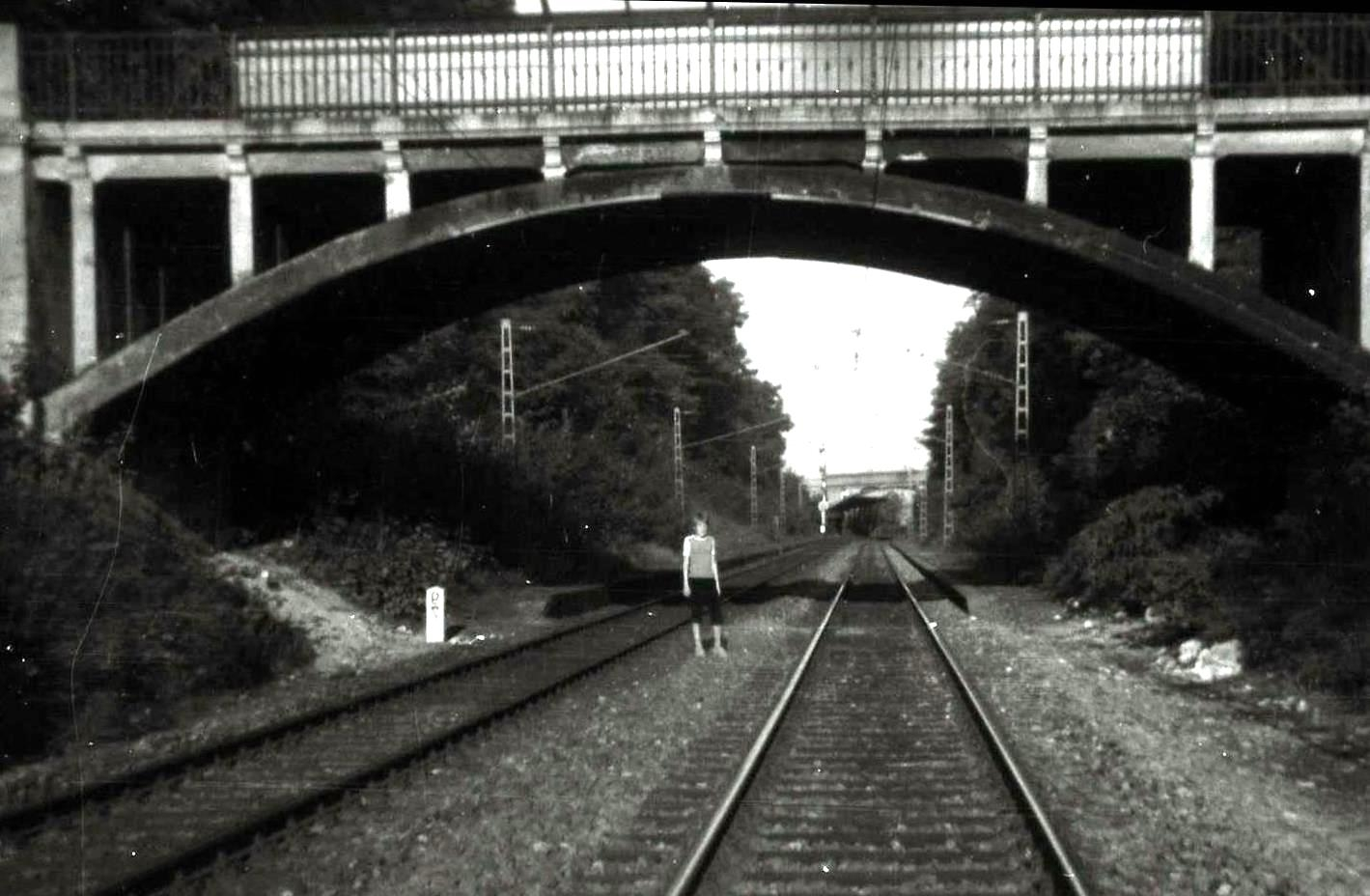
Sommer 1973: der ehemalige Haltepunkt von der Straßenbrücke zur Heslacher Wand aus gesehen